# Désiré Keteleer
Désiré Keteleer (Anderlecht, 13 de juny de 1920 - Rebecq-Rognon, 17 de setembre de 1970) va ser un ciclista belga que fou professional entre 1942 i 1961. Durant aquests anys aconseguí 42 victòries, entre leq quals la primera edició del Tour de Romandia, el 1947, dues etapes al Giro d'Itàlia, una al Tour de França i la Fletxa Valona de 1946.

## Palmarès
- 1942
  - 1r del Premi de Vinkt
- 1945
  - 1r del Premi de Ciney
  - 1r del Premi de La Louvière
  - Vencedor de 2 etapes de la Volta a Bèlgica
- 1946
  - 1r de la Fletxa Valona
  - 1r de la Brussel·les-Spa
  - 1r del Premi de Schaerbeek
  - 1r del Premi d'Alost
  - Vencedor d'una etapa de la Volta a Bèlgica
- 1947
  - 1r del Tour de Romandia, amb 2 victòries d'etapa
  - 1r del Circuit de les Onze Viles
  - 1r del Circuit d'Escaut-Dendre-Lys
  - 1r del Circuit de Kampenhout-Charleroi-Kampenhout
  - Vencedor de 2 etapes de la Volta a Suïssa
- 1948
  - 1r de la Roubaix-Huy
  - 1r del Circuit de les Régions Frontereres
  - Vencedor d'una etapa al Giro d'Itàlia
- 1949
  - Vencedor d'una etapa al Tour de França
- 1950
  - 1r del Premi de Wavre
  - Vencedor de 4 etapes de la Volta a Alemanya
  - Vencedor d'una etapa de la Volta a Catalunya
  - Vencedor d'una etapa del Tour de Romandia
- 1952
  - Vencedor d'una etapa al Giro d'Itàlia
  - Vencedor d'una etapa de la Volta a Suïssa
- 1953
  - Campió de Bèlgica per Clubs (contrarellotge)
  - Vencedor d'una etapa de la Volta a Algèria
  - 1r del Premi de Gembloux
  - 1r del Premi de Wezembeek
- 1954
  - 1r del Gran Premi de Lede
  - 1r del Premi de Mere
  - 1r del Premi de Hoegaarden
- 1956
  - 1r del Premi de Hoegaarden
- 1957
  - Vencedor d'una etapa de la París-Niça
- 1958
  - Vencedor d'una etapa de la Volta a Suïssa
  - 1r del Premi de Londerzeel

### Resultats al Giro d'Itàlia
- 1948. Abandona (18a etapa). Vencedor d'una etapa
- 1950. 42è de la classificació general
- 1951. 60è de la classificació general
- 1952. 33è de la classificació general i vencedor d'una etapa
- 1955. 59è de la classificació general
- 1958. 29è de la classificació general
- 1960. Abandona

### Resultats al Tour de França
- 1949. 34è de la classificació general i vencedor d'una etapa
- 1957. 17è de la classificació general